# Phyllachora quadrospora
Phyllachora quadrospora är en svampart som beskrevs av Tehon 1919. Phyllachora quadrospora ingår i släktet Phyllachora och familjen Phyllachoraceae.   Inga underarter finns listade i Catalogue of Life.